# Nive Veroni
Nive Veroni (Correggio, 31 luglio 1924 – San Martino in Rio, 14 agosto 2011) è stata una politica e giornalista italiana.

## Biografia
Nive Veroni nasce il 31 luglio 1924 a Mandrio (Correggio) in una casa popolare, dove vivevano sette famiglie di braccianti, non benestanti, come la sua, come dirà in un’intervista riportata in Tra storia e memoria. La costruzione del welfare reggiano nel racconto delle donne.
Da giovane, il padre aveva militato nella gioventù socialista ed era stato socio fondatore della cooperativa di consumo di Mandrio. Sua madre è descritta come "donna generosa, forte, lavoratrice".
Nive frequenta la scuola di avviamento professionale a Correggio e - successivamente - l’istituto magistrale a Reggio Emilia, dove stringe un'amicizia con Marta Beltrami di Novellara, cattolica e anche lei antifascista: un legame che durerà per tutta la vita nonostante i diversi orientamenti in materia religiosa.
Si diploma maestra nel 1942. Nella primavera del 1944 aiuta l’amica Marta a raccogliere fondi per i partigiani delle Fiamme Verdi.
Nel 1945, insieme alle donne del Circolo UDI di Mandrio, dà vita alla prima esperienza di scuola materna. Si impegna nelle attività del circolo UDI e nell’organizzazione della Festa di Noi Donne del 1947, che durò tre giorni e in cui tenne il comizio Nilde Iotti.
Nel 1964 diventa assessore a Correggio con le deleghe all’Assistenza, alla Scuola e alla Cultura.
Muore il 14 agosto 2011 a San Martino in Rio, passata una manciata di giorni dal suo ottantasettesimo compleanno, nella casa di famiglia del fratello Vando, dove trascorse i suoi ultimi giorni.

## Funzionaria di partito
Nel settembre del 1945 si iscrive al Partito Comunista di Mandrio e dopo sei mesi entra nel direttivo come responsabile della propaganda.
Nel 1947 frequenta la scuola di partito a Milano diretta da Renato Giachetti, a cui fa seguito un lavoro di funzionaria PCI: in Sicilia per tre mesi di campagna elettorale, a Roma presso la direzione nazionale, a Perugia dove nel marzo del 1950 si sposa e nasce la figlia Ginevra. A Perugia si impegna nelle lotte politiche e sindacali di contadine e operaie, lavoratrici nelle piantagioni di tabacco e della Perugina. È questa un’esperienza che Nive ricorderà soprattutto per il lavoro accanto alle donne a cui premeva “oltre che la conquista di maggiori diritti economici e libertà dei contadini, il riconoscimento del proprio lavoro, sia quello dei campi che nella propria famiglia”.

## Associazione Pionieri Italiani
Nel ’53 ritorna a Reggio Emilia. Le viene proposto un impegno politico nell’Associazione Pionieri d’Italia, nella segreteria provinciale accanto ad Antonio Dall’Aglio.
Un lavoro a stretto contatto della società, rivolto a bambini dagli 8 ai 13 anni, a carattere culturale ed educativo. Un incarico che corrispondeva ai suoi studi e ne diventa interprete e protagonista.
Scrive nel 1999: “Ripensare alla mia esperienza nell’Associazione Pionieri è ancora, a distanza di circa quarant’anni, per me motivo di forte emozione. Mi trovavo in piena sintonia con i valori che l’Api esprimeva sia per i contenuti della sua attività che per la ricchezza delle sue relazioni interne, ai diversi livelli. Potevo finalmente esprimere in completa libertà e compiutezza i valori della mia formazione, familiare e sociale, che mi avevano portato ad entrare nel Pci e che hanno caratterizzato i primi anni della mia militanza politica, ma che poi dopo il ’48 vedevo nel partito e forse anche nella società via via affievolirsi per lasciare il posto ad altri modi di concepire e fare politica”, dove sottolinea: “L’associazione era sostenuta e suggerita, oltre che dalla direzione nazionale dell’associazione, in particolare da Carlo Pagliarini, dal pensiero di personalità come Ada Marchesini Gobetti, Gianni Rodari, Lucio Lombardo Radice, Dina Rinaldi, Loris Malaguzzi ed altri.. Dalle esperienze stesse dei ragazzi dovevano consolidarsi in loro principi di solidarietà, di libertà e di lealtà, e insieme una cultura sostenuta da una forte curiosità per la vita, per le cose del mondo, per la storia; i valori della Resistenza, della pace, dell’amicizia tra i popoli erano perciò un “humus” che entrava in ogni iniziativa di ricerca e di gioco, di relazione e di spettacolo. Si è trattato di una forte educazione alla democrazia, al rispetto di sé e degli altri, che ha reso ricca la esperienza nostra e di migliaia di ragazzi”.
Momenti aggregativi erano i campeggi estivi organizzati col contributo del movimento cooperativo, strutturati sulla falsa riga dello scautismo, dove un altoparlante diffondeva le canzoni dei pionieri, del neonato Canta cronache e i canti partigiani, anche con testi di Italo Calvino. Per i partecipanti era un’esperienza aggregativa, un appuntamento annuale, di condivisione di visioni, progetti, impegno civile. Di quella esperienza si ha una testimonianza nelle lettere che Nive riceve nel 1960 dai dirigenti del campeggio, quell’anno in Val Camonica, a cui Nive non poté partecipare. Viene informata, per iscritto, su ogni aspetto dell’organizzazione dei turni e sulle attività così che, di quella esperienza, che restituisce una preziosa documentazione in ben quindici lettere.
Nel 1957 Nive accompagna una delegazione di Pionieri reggiani a un incontro internazionale ad Artek, in Crimea. Con lei c’è Loris Malaguzzi che in quegli anni, stipendiato dalla federazione reggiana del Pci, aveva l’incarico di visitare e confrontare le esperienze educative nazionali e internazionali.

## Centro Culturale "Radice"
Nel 1983 Nive è co-fondatrice del Centro Culturale "Lucio Lombardo Radice", il cui riferimento lontano erano le gloriose case del popolo, centri di vita culturale e politica. In quegli anni, in un ambiente bello e confortevole, disposto con tante offerte culturali e di intrattenimento, si organizzarono cicli di incontri che, per i temi trattati e gli oratori coinvolti, ruppero i vecchi schemi delle conferenze del partito, come “Per conoscere mio figlio” con cui si approfondì la conoscenza delle tendenze culturali degli adolescenti in campo musicale o della moda con l’aiuto di stilisti che avevano fatto ricerche sui giovani londinesi, e “Donna Come”, sui temi del femminismo.  Lo scopo era quello non di rincorrere i fenomeni, come la politica è solita fare, ma di anticiparli. E questo poteva farlo la cultura.

## Impegno nel femminismo
Nel 1991 è tra le fondatrici del Centro Donne Luna, un progetto che fino al 1997 la vede impegnata, con altre donne, quasi tutte molto più giovani di lei, nella costruzione e promozione di  “un luogo molto diverso – scrisse Nive qualche anno dopo – totalmente diverso da ogni altro luogo fino ad allora da me frequentato (e sono stati tanti), un luogo in cui star bene fra donne, con l’entusiasmo che mi avevano messo le conferenze sulla differenza sessuale che avevamo organizzato. Così si formò il (per me) meraviglioso Centro Donne Luna, centro di donne che si mettono in relazione, si danno anima e aiuto reciproco per cambiare innanzitutto sé stesse, la propria ottica per guardare a come si muove il mondo, oggi e da secoli, e a come farlo camminare in un alternativo percorso partendo da sé.”